# Comuna Dolîna, Obuhiv
Dolîna (în ucraineană Долина) este o comună în raionul Obuhiv, regiunea Kiev, Ucraina, formată din satele Dolîna (reședința) și Makarivka.

## Demografie
Componența lingvistică a comunei Dolîna
     Ucraineană (93,99%)
     Rusă (4,92%)
Conform recensământului din 2001, majoritatea populației comunei Dolîna era vorbitoare de ucraineană (93,99%), existând în minoritate și vorbitori de rusă (4,92%).